# トマス・ワイアット (反乱者)

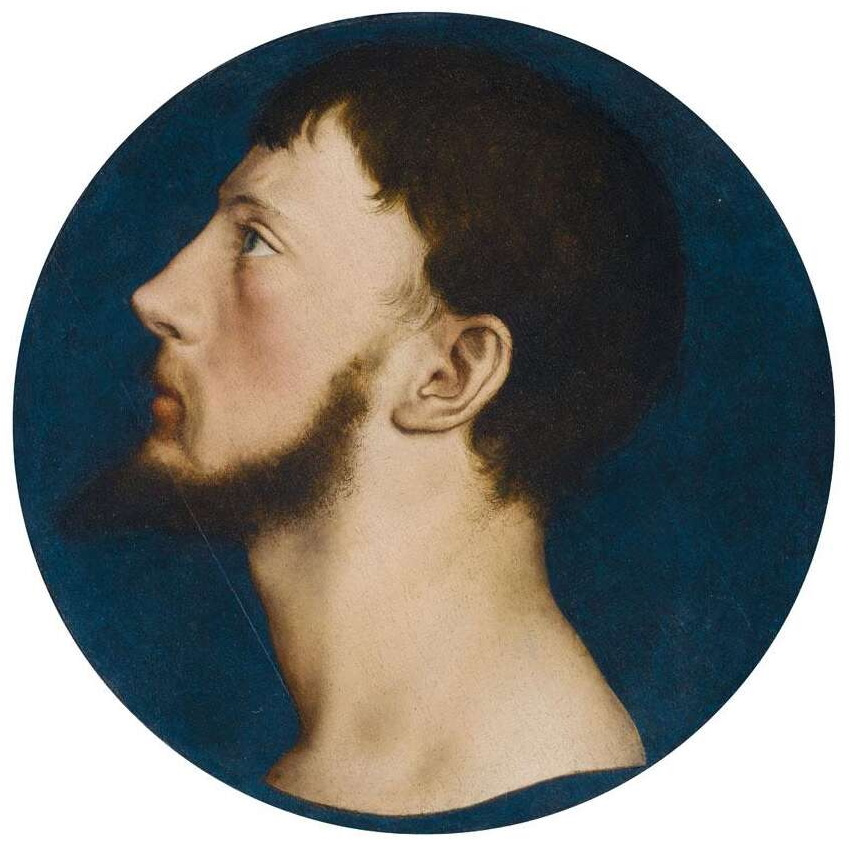
ハンス・ホルバインによるトマス・ワイアットの肖像 c.1540-1542

サー・トマス・ワイアット（英: Sir Thomas Wyatt、1521年 - 1554年4月11日）は、16世紀のイングランド王国のメアリー1世の治世に"ワイアットの乱"を起こした人物であり、外交官で詩人であった同名のトマス・ワイアットの息子である。

## 生涯
父サー・トマス・ワイアットと母エリザベス・ブルックの間に生まれた。カトリックとして育ったが、父が外交官としてスペインに赴いた時に同行し、異端審問を目撃した。父が1542年に死んだあと、軍務を始めた。エドワード6世の死後、1553年にノーサンバランド公がジェーン・グレイを擁立した際にはメアリー1世を支持した。

## 反乱
スペインで異端審問を目撃したトマスはスペイン政府に嫌悪感を抱いていた。1553年、メアリー1世がスペインの王太子フェリペとの結婚を決めた時、これを国家に対する不当な行為であると見なした。この結婚が公表された時、トマスは反対者の指導者となり、異国人と結婚しようとする女王から自由と国家を守ることを呼びかけた。ロチェスターに本拠を置き、1500人の兵を集めた。
メアリー女王は反乱を知り、24時間以内に軍を去って帰宅した者には赦免を与えるとした。トマスはフランスが反乱を支持していると嘘をついて反乱者たちを引きとめた。反乱制圧にやって来たノーフォーク公の兵の多くは反乱軍に加わり、ノーフォーク公は逃亡した。
女王は義勇軍を結成し、トマス・ワイアットの首に賞金をかけた。反乱軍のロンドン入市に失敗すると、反乱軍の兵は次第に減り、1554年にトマスは降伏し、大逆罪で処刑された。体は四つ裂きにされ、首と体の部分はさらしものにされた。
後に王位についたエリザベス1世がワイアット家の称号と領地を回復し、トマスの子孫は存続した。